# Находчивый (эсминец)
«Находчивый» —эскадренный миноносец проекта 56 (код НАТО — «Kotlin class destroyer»).

## История строительства
Зачислен в списки ВМФ СССР 29 апреля 1954 года. Заложен на заводе № 190 им. А. А. Жданова 19 октября 1955 года (строительный № 741), спущен на воду 30 октября 1956 года. Корабль принят флотом 18 сентября 1956 года, 26 сентября 1957 года на корабле был поднят советский военно-морской флаг, 15 ноября эсминец вступил в состав Советского Военно-Морского Флота.

## Служба
После прохождения сдаточных испытаний в Кронштадте и Балтийске 15 ноября 1957 года эсминец «Находчивый» прибыл в Североморск. По пути корабль впервые осуществил в проливе Скагеррак приём топлива на ходу в 14 узлов. В августе 1959 года корабль принимал участие в учениях по поиску подводных лодок, 7 декабря 1960 года поставлен в ремонт в Кронштадте. после окончания ремонта прибыл 9 апреля 1962 года на Северный флот и вошёл в состав 170-й БЭМ. В период с 1 по 25 июля и с 30 августа по 28 сентября «Находчивый» совместно с эсминцем «Московский комсомолец» принимал участие в военно-морских учениях в Норвежском море. С 18 июня по 7 июля 1965 года эсминец выходил в море на поиск американских ПЛАРБ в рамках учения «Печора», с 7 августа по 2 октября нёс боевую службу в Средиземном море, после чего осуществил переход на Черноморский флот, где в период с 25 декабря 1965 по 6 ноября 1966 года прошёл модернизацию по проекту 56-А; 25 декабря 1966 передан Военно-Морскому Флоту.
С 1 января по июль 1967 года и с 1 августа по 31 декабря 1968 года эсминец обеспечивал советское военно-морское присутствие в Египте и выполнял слежение за АУГ ВМС США в зоне арабо-израильского конфликта. 31 марта 1969 года корабль вошёл в состав 150-й БРК 30-й ди ПЛК. С 9 по 12 августа нанёс визит в болгарский порт Варна. Участвовал с 9 по 27 апреля 1970 года в широкомасштабных военно-морских манёврах «Океан-70».
Совместно с ракетным крейсером «Адмирал Головко» и сторожевым кораблём «Краснодарский комсомолец» «Находчивый» в период с 3 по 7 августа 1972 года нанёс под флагом вице-адмирала Б. Е. Ямкового визит в Констанцу. В этом же году на корабле имела место аварийная ситуация в погребе ЗУР. С 16 по 22 апреля следующего года эсминец под флагом контр-адмирала В. И. Акимова в составе отряда кораблей (крейсер «Свердлов» и подводная лодка) нанёс визит в Алжир. В 1975 году «Находчивый» нёс боевую службу в Атлантическом океане и Средиземном море, нанёс визит в Тунис (21 — 26 августа), совершил заходы в порты Алжира, Югославии и Болгарии. В августе-сентябре 1976 года корабль участвовал в боевом охранении тяжёлого авианесущего крейсера «Киев» при переходе того с Черноморского на Северный флот (с заходом в порт Бургас). В ноябре «Находчивый» нёс боевую службу в Средиземном море.
Весной 1983 года после 5-летнего ремонта вышел для несения боевой службы в Средиземное море. Нанёс визит в Тартус (Сирия). Затем в Красном море зашёл на остров Нокра (Эфиопия). Следующий порт — Аден (Йемен), затем стоянка возле острова Сокотра (Йемен).
16 марта 1984 года во время выхода на боевую службу (в проливе Дарданеллы) эсминец ударился о грунт и повредил оба гребных винта. В 1987 году нанёс визит в Сплит. С октября по декабрь 1987 года корабль нес боевую службу в Средиземном море. В декабре 1987 года, вместе с СКР Беззаветный, нес дежурство ПВО в порту Тобрук, Ливия. В мае 1988 года посетил порт Варна, Болгария. В течение 1988 года принимал успешное участие в нескольких учениях с артиллерийскими, торпедными и ракетными стрельбами в Черном море, с заходом в порт Поти. Весной 1989 года отправлен на консервацию в порт Донузлав. 25 апреля 1989 года «Находчивый» исключили из списков ВМФ СССР для демонтажа и реализации; 1 октября 1989 экипаж корабля был расформирован. В 1990 году эсминец отбуксировали на слом в Порто-Ногара (Италия).

## Особенности конструкции
На эсминце была первоначально установлена фок-мачта облегчённого типа (усилена в ходе последующей модернизации), вместо РЛС «Заря» первоначально была размещена РЛС «Волна». Позднее РЛС «Риф» заменили на «Фут-Н», на СВП стояла РЛС «Якорь-М1» прямоугольного сечения, а затем «Якорь-М2». Корабль первым прошёл модернизацию по проекту 56-А: вместо кормовой артиллерийской башни был установлен зенитный ракетный комплекс «Волна» с системой «Ятаган», две РЛС «Дон», РЛС «Ангара», ГАС «Геркулес-2М» и приёмник МИ-110К; 30-мм артиллерийские установки АК-230 с РЛС «Рысь» не устанавливались. На носовой стенке пирамидальной грот-мачты проложили кабель; за кормовой трубой установили надстройку. Спасательные плоты были сначала жёсткими, но позднее их заменили на ПСН («плот спасательный надувной»).

## Известные командиры
- 1958  - капитан  2  ранга  Дмитриев;
- 1959-1960  -  капитан  3  ранга Титов  Юрий   Ефимович;
- 1976 — капитан 2 ранга Леонид Николаевич Румянцев[1];
- 1984 года — капитан 1 ранга Александр Борисович Турковский;
- 1984 — капитан 3 ранга Яковлев Александр;
- 1986 - капитан 3 ранга Яровой Андрей Петрович;

капитан 3 ранга Сысоев Том Александрович
капитан 3 ранга Комиссаров
капитан 3 ранга Пашнин Геннадий Федорович

## Бортовые номера
В ходе службы эсминец сменил ряд следующих бортовых номеров:
- 1956 год — № 36;
- 1957 год — № 46;
- 1959 год — № 546;
- 1963 год — № 620;
- 1965 год — № 772;
- 1966 год — № 017;
- 1969 год — № 383;
- 1970 год — № 388;
- 1971 год — № 420;
- 1976 год — № 322;
- 1977 год — № 513;
- 1978 год — № 380;
- 1984 год — № 513;
- 1985 — № 514;
- 1986 год — № 522;
- 1987—1989 год — № 522.